# Stachys pradica
Stachys pradica là một loài thực vật có hoa trong họ Hoa môi. Loài này được (Zanted.) Greuter & Pignatti miêu tả khoa học đầu tiên năm 1979 publ. 1980.

## Hình ảnh

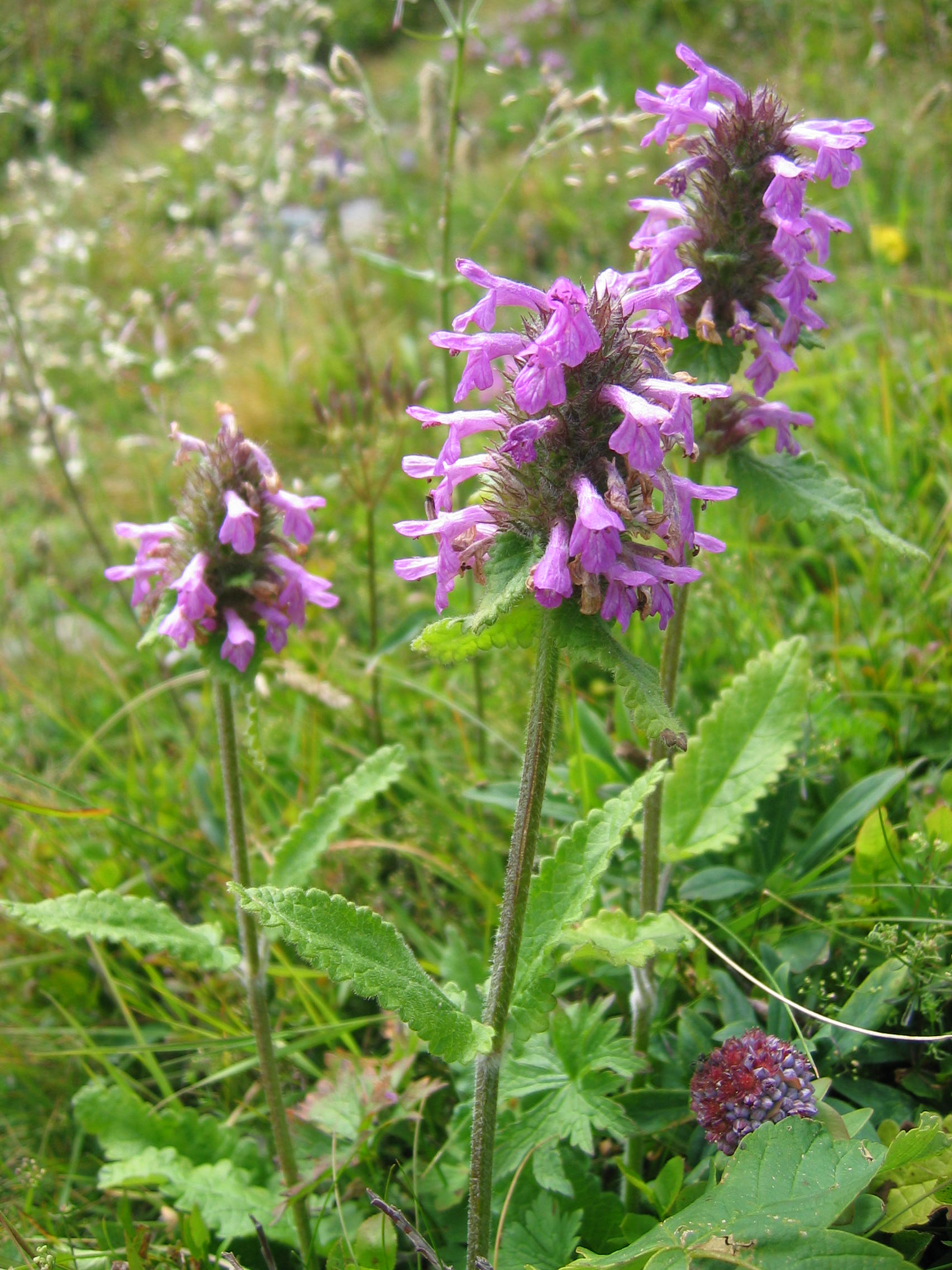
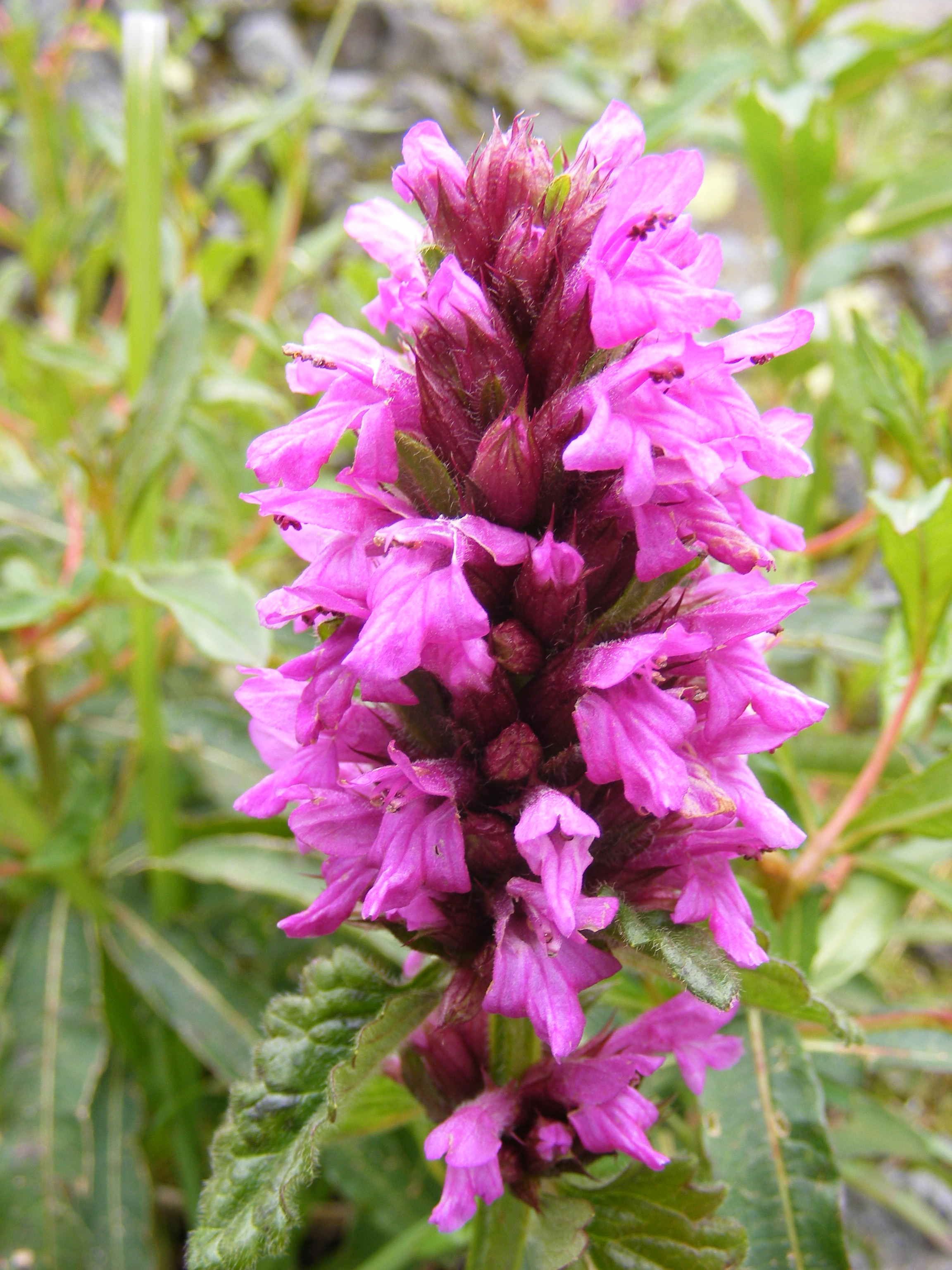
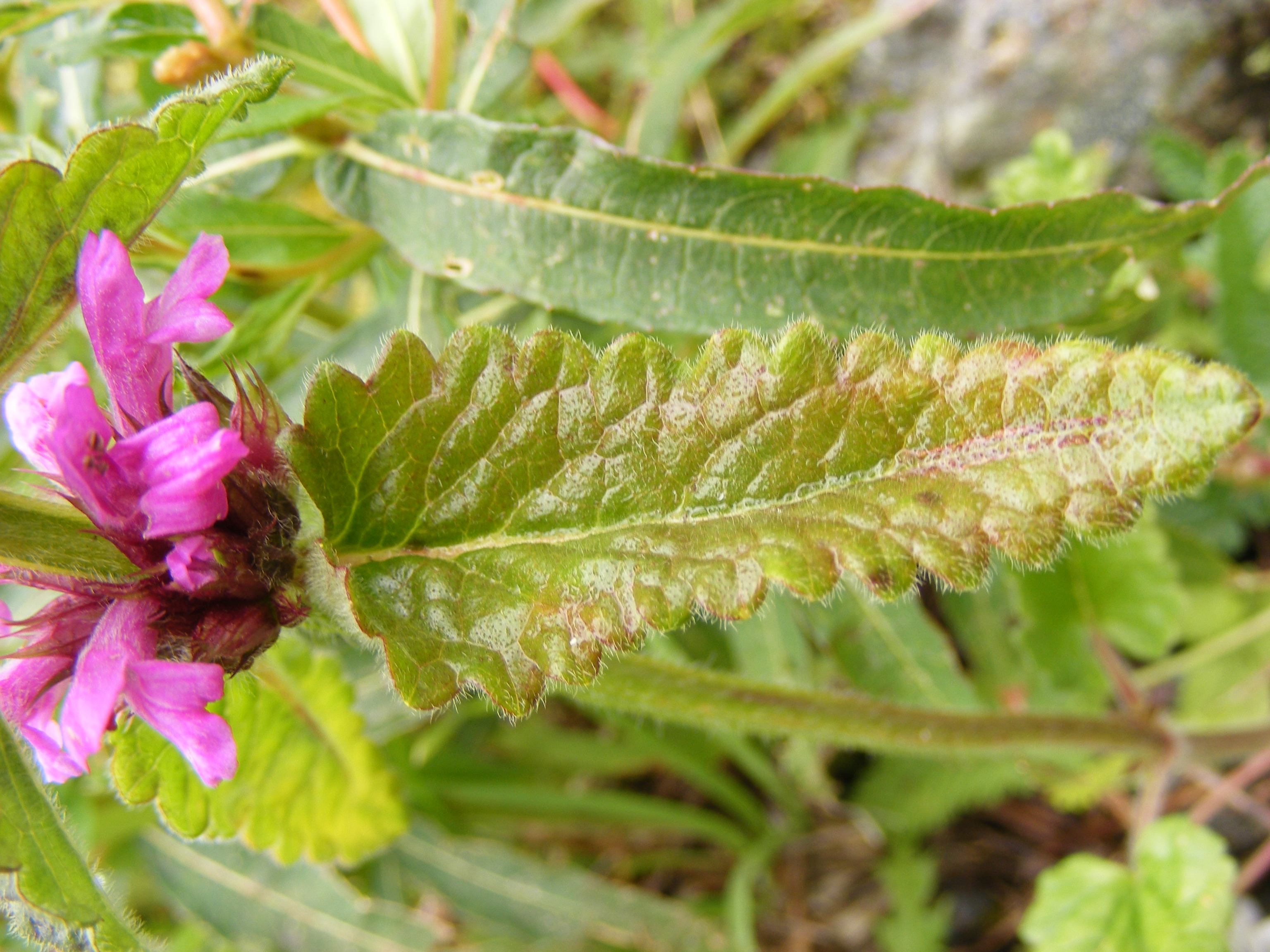
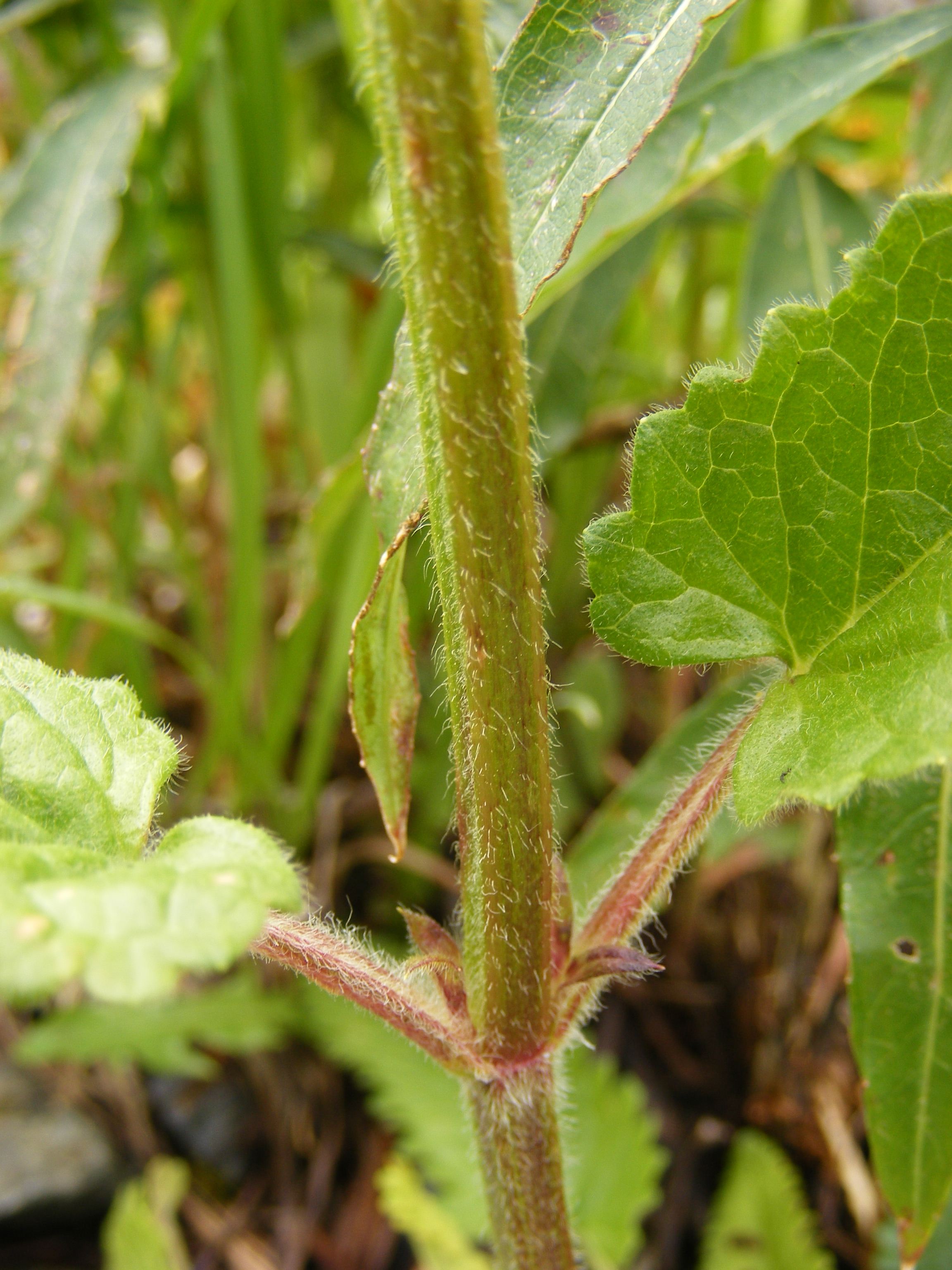